# 泰布爾格羅夫 (伊利諾伊州)
泰布爾格羅夫（英語：Table Grove）是位於美國伊利諾伊州富爾頓縣的一個村落。

## 地理
泰布爾格羅夫的座標為40°21′56″N 90°25′32″W / 40.36556°N 90.42556°W，而該地最高點為海拔高度224米（即735英尺）。

## 人口
根據2010年美國人口普查的數據，泰布爾格羅夫的面積為0.73平方千米，當中陸地面積為0.73平方千米，而水域面積為0.00平方千米。當地共有人口416人，而人口密度為每平方千米569人。